# Иешива «Слободка»
Иешива «Слободка» (Слободкер Ешива) — одна из самых известных современных иешив, относится к «литовскому» направлению в ортодоксальном иудаизме. Возникла в 1882 году близ Ковно, ныне — в Израиле (город Бней-Брак).

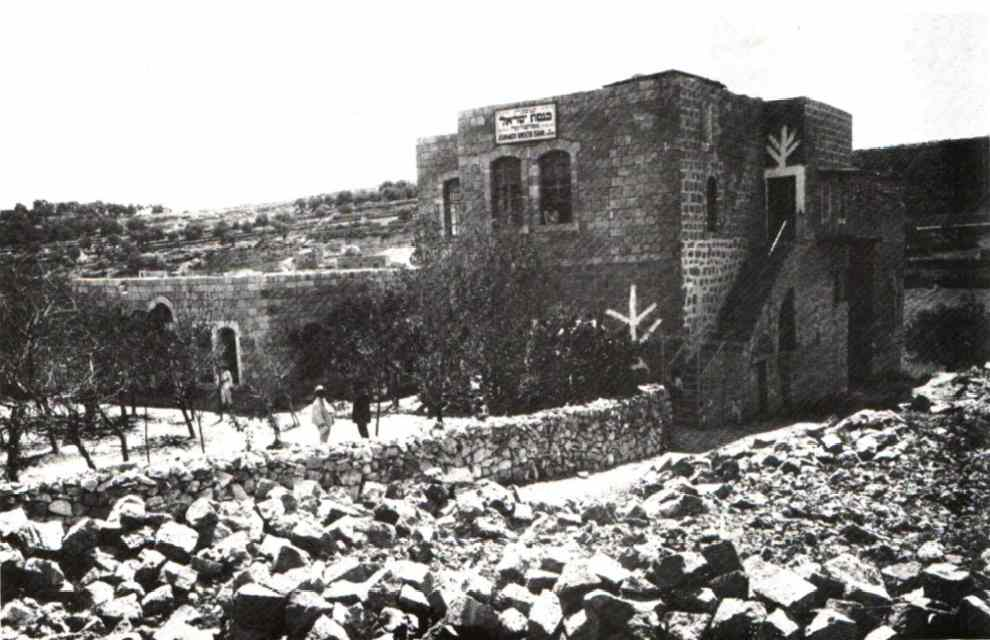
Здание иешивы в Хевроне

Иешива была создана одним из лидеров движения «Мусар» рабби Носоном Цви Финкелем (известным как Дер Алтер, или старец из Слободки) для поддержания идеала изучения Торы вместе с нравственным развитием учеников по системе «Мусар» («мораль»). Иешива была противопоставлена как хасидизму, так и просветительскому движению Гаскала..
Сам раввин Финкель занимал должность ивр. mashgiah‎, придуманную в иешивах сустемы «мусар», а главами иешивы длительный период были зятья Финкеля. Рабби Финкель проводил поиск перспективных учеников по всей Европе, особо одарёнными занимался лично и даже размещал у себя в доме, как, например, будущего выдающегося раввина Иехиэля Яакова Вайнберга.
В движении «мусар» были разные направления. Мрачное аскетическое направление развивалось в иешиве в Новогрудке, где всё время проповедовали ничтожество человека, в то время как в Слободке царило более оптимистическое учение рабби Финкеля, где большую роль играло понятие о достоинстве и величии Человека. Рабби Финкель стремился к тому, чтобы иешиботники пользовались уважением и имели самоуважение, чтобы они были хорошо одеты по текущей буржуазной моде, придавалось значение личной гигиене.
Система «мусар» подразумевала большую самоотдачу учеников, их сосредоточение на Торе и изоляцию от посторонних влияний. В иешиве бытовало мнение, что администрация осуществляет надзор за учениками, в частности через агентов в их собственной среде. Такое подозрение пало, например, на упомянутого Вайнберга. Кроме того, Финкель использовал дифференцированную стипендию с предпочтением к более верным последователям его движения. То же справедливо относительно другого видного представителя «мусара» в Слободке рабби Исаака Блазера (известного как реб Ицеле Петербургер), в силу этого отстранённого от управления еврейскими фондами самим   рабби Ицхаком Эльхананом Спектором Девять видных раввинов выступили против раввина Блазера в печати, он вынужден был расстаться со Слободкой в 1902 году и, произнеся речь, которую ученики вспоминали и десятки лет спустя, уехал в Палестину.
Иешива в Слободке стала играть особенно большое значение после закрытия властями в 1892 году ведущей иешивы в Воложине. Хотя та и открылась через несколько лет, центр тяжести переместился в Слободку. В Слободке тоже были свои трудности, главным образом, вокруг применения системы «мусар», как и в Воложине. Сопротивление «мусару» привело в 1897 году к расколу в слободкинской иешиве. Отколовшаяся часть скоро переехала в другое место, так что название «Слободка» осталось за иешивой Финкеля, хотя официальное название стало «Кнесес Исроэл» (Кнессет Исраэль), в отличие от «диссидентов», выбравших название «Кнесес бейс Ицхок» (Кнессет бейт Ицхак) и более похожий на иешивы Воложина. Но и после раскола внутри «Слободки» были противники «мусара», и в 1901 году иешива снова оказалась на грани раскола. Определённую роль сыграло тяготение студентов к Гаскале и сионизму, с которыми боролся Финкель. В иешиве обнаружился сионистский кружок, и администрация закрыла его, в качестве оружия применялась угроза лишить звания раввина или не допустить его получения, а также препятствия выгодному сватовству.
К 1899 году в Иешиве было уже около 300 учеников, она стала одной из ведущих. В ходе Первой мировой войны иешива часть времени была закрыта, рав Финкель был арестован немецкими властями, переезжал с места на место. Иешива восстановила уровень к 1920 году, после чего начался новый расцвет. Количество учеников дошло до 500.
В 1925 году правительство независимой Литвы поставило иешиву перед выбором: ввести светские предметы или потерять право на освобождение учеников от армии. Финкель не пошёл на компромисс, а открыл отделение иешивы в Палестине в городе Хеврон, куда переехала основная масса учеников и преподавателей, в том числе и сам Финкель, умерший в Иерусалиме в 1927 году.
В ходе печально известного погрома 1929 года в Хевроне 25 учеников было убито, и иешива переехала в Иерусалим. В настоящее время в Хевроне действует музей, посвящённый погрому, и там на фотографиях видны студенты, одетые по европейской моде, даже с тросточками.
В Иерусалиме иешива продолжала действовать под названием «Хеврон». Исходная иешива в Слободке действовала до 1941 года, пока не была закрыта нацистами. Почти все ученики и преподаватели погибли в ходе Холокоста. В 1945 году иешива под тем же названием была создана в Бней-Браке и существует и по сей день, пользуясь репутацией одной из самых сильных «литовских» иешив.

## Знаменитые ученики
- раввин Медалье, Шмер-Лейб Янкелевич;
- раввин Шах, Элиэзер Менахем;
- писатель Горен, Натан;
- раввин Вайнберг, Иехиэль Яаков;
- историк Динур, Бен-Цион.